# 뭉툭코여섯줄아가미상어
뭉툭코여섯줄아가미상어(Hexanchus griseus)는 신락상어과에 속하는 상어의 일종이다. 신락상어목 중에서 가장 큰 상어로 몸길이는 약 4.8m에 이르고 6m까지도 자란다.

## 특징
전 세계의 열대와 온대 해역에 널리 분포한다. 수심 2,000m까지의 심해에서 서식한다. 몸길이는 4.8m에 달한다. 등쪽 몸색깔은 회색이나 갈색 또는 올리브색을 띠고 있기도 한다. 배쪽으로는 흰색을 띤다. 등지느러미는 1개로 몸 뒷쪽에 위치하고 있다. 주둥이는 편평하고 크게 굽어 있다. 6쌍의 아가미 구멍을 갖고 있다. 상어는 대부분 5개의 아가미를 갖고 있는 데 반해, 6쌍의 아가미 구멍을 갖는 종은 큰눈여섯줄아가미상어(H. nakamurai)와 주름상어(Chlamydoselachus anguineus)가 있다. 치아 형태가 매우 특징적이며, 아랫턱 양쪽에 6개의 톱 모양의 이빨을 가지고 있다.
먹이의 종류는 풍부하여, 상어를 포함해 모든 어류, 갑각류, 두족류, 조개류, 포유류 등을 포식하다. 생식 방법은 태생이며, 자궁 내에서 알을 부화시키다. 한번에 22-108마리의 새끼를 낳는다. 출산 직후 새끼 상어의 크기는 약 60-75cm정도이다.

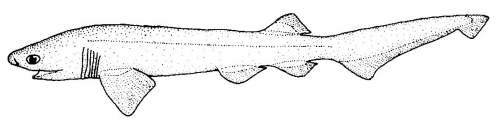
뭉툭코여섯줄아가미상어
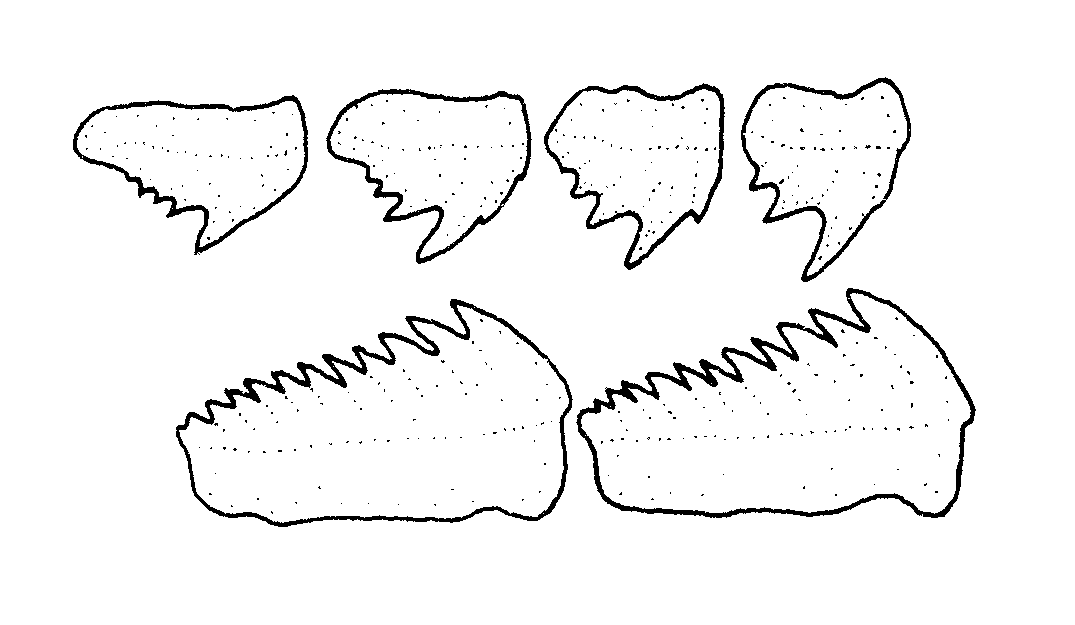
뭉툭코여섯줄아가미상어의 이빨

## 사람과의 관계
어업과 낚시의 대상이 된다. 수산물로는 고기와 간유(肝油, 상어기름)가 이용된다. 평소에는 심해에서 서식하기 때문에 사람과 부딪힐 확률이 낮기 때문에 두려워할 필요는 거의 없다. 그러나 강한 턱과 날카로운 이빨을 가지고 있기 때문에 낚시로 잡았을 때는 주의해야 한다.